# 香港風華
《香港風華》（英語：The Hong Kong Beats）是一個介紹香港歷史及香港各區風土人情的電視節目，由香港亞洲電視新聞部資訊科製作。第一輯節目於2005年4月3日起逢星期日21:30-22:00於本港台播出，而第二輯節目於2005年10月23日起在同樣時間及頻道播出；第三輯節目名為《香港風華之柒拾3行》，於2006年10月14日起逢星期六晚播出。
其中第一輯結集成書出版。亞洲電視為《香港風華》再拍攝續集於2012年播出，名為《再展風華》。

## 節目內容

### 第一輯
| 集數 | 播映日期 | 標題                 | 地區         | 受訪嘉賓                                                                             |
| 01   | 4月3日   | 歷史的啟迪           |              |                                                                                      |
| 02   | 4月10日  | 南區故事－浮泛漁家   | 香港仔       |                                                                                      |
| 03   | 4月17日  | 走出城寨             | 九龍寨城     |                                                                                      |
| 04   | 4月24日  | 華商起聚南北行       | 上環         |                                                                                      |
| 05   | 5月1日   | 廟街榕影             | 油麻地廟街   |                                                                                      |
| 06   | 5月8日   | 西貢（一）情繫大浪灣 | 大浪灣       |                                                                                      |
| 07   | 5月15日  | 調景嶺的冬春         | 調景嶺       |                                                                                      |
| 08   | 5月22日  | 綠野芳蹤元朗行       | 元朗         |                                                                                      |
| 09   | 6月5日   | 長洲春色飄飄         | 長洲         |                                                                                      |
| 10   | 6月12日  | 灣仔拼圖             | 灣仔         | 盧瑋鑾                                                                               |
| 11   | 6月19日  | 有求必應黃大仙       | 黃大仙       |                                                                                      |
| 12   | 6月26日  | 走出觀塘             | 觀塘         |                                                                                      |
| 13   | 7月3日   | 客村畲韻             | 西貢墟       |                                                                                      |
| 14   | 7月10日  | 馬照跑               | 香港馬場     | 告東尼                                                                               |
| 15   | 7月17日  | 北角                 | 北角         | 蔡素玉（立法會議員及區議員）                                                         |
| 16   | 7月24日  | 鯉躍龍門             | 鯉魚門       |                                                                                      |
| 17   | 7月31日  | 大學                 | 香港大專院校 |                                                                                      |
| 18   | 8月7日   | 西風東漸融南丫       | 南丫島       |                                                                                      |
| 19   | 8月14日  | 竹館雀鳴             | 麻雀館       |                                                                                      |
| 20   | 8月21日  | 樸風古圍             | 粉嶺         | 鄧根年（龍躍頭村代表及區議員）、 彭坤長（粉嶺圍村代表）、 區杞森（粉嶺公立學校校長） |

### 第二輯
| 集數 | 播映日期 | 標題                                  | 地區           | 受訪嘉賓 |
| 01   | 10月23日 | 思古幽情古建築                        | 西港城、上水圍 | |
| 02   | 10月30日 | 雙面蘇豪                              | 蘭桂坊         | |
| 03   | 11月6日  | 青山遮不住                            | 香港達德學院   | 黃煥秋、劉智鵬（屯門區議員）                                                                                       |
| 04   | 11月13日 | 幻彩流金                              | 上海街         | |
| 05   | 11月20日 | 保良局花絮                            |                | 張瑪莉 |
| 06   | 11月27日 | 歲月溶金 （介紹香港金融及證券業）     |                | |
| 07   | 12月4日  | 轉動香港 （講述港島北部的交通轉變）   |                | 易志明（香港電車公司董事總經理）                                                                                   |
| 08   | 12月11日 | 風月浮沉 （講述香港娼妓文化）         |                | 嚴月蓮（紫籐發言人）、 鄭寶鴻（香港歷史博物館榮譽顧問）                                                            |
| 09   | 12月18日 | 飛越青衣                              | 青衣           | |
| 10   | 1月1日   | 天竺荃奇                              | 荃灣老圍       | |
| 11   | 1月8日   | 重慶的森林                            | 重慶大廈       | 林惠龍（重慶大廈業主立案法團主席）、 陳乾坤（賓館東主）、 Singh Manjit（餐廳東主）                                 |
| 12   | 1月15日  | 鞍山歲月                              | 馬鞍山         | 張華伯（馬鞍山村村民）、 楊祥利（沙田區議員）、 李子榮（沙田區議員）、 鍾卓年（律師）、 彭長緯（沙田區議會副主席） |
| 13   | 1月29日  | 留住歷史的印記                        |                | |
| 14   | 2月5日   | 雁留后海灣                              | 海灣           | |
| 15   | 2月12日  | 點石鴨寮找黃金                        | 深水埗         | |
| 16   | 2月19日  | 列車進行曲 （介紹香港鐵路的發展歷程） |                | |
| 17   | 3月5日   | 烈焰救兵 （介紹香港消防處）           |                | |
| 18   | 3月12日  | 沒有船塢的日子                        | 鰂魚涌太古城   | |
| 19   | 3月19日  | 馭天風雨路 （介紹香港天文台）         |                | |
| 20   | 3月26日  | 舞躍心聲 （介紹城市當代舞蹈團）       |                | |

### 第三輯（柒拾3行）
| 集數 | 播映日期 | 標題       | 行業           |
| 01   | 10月14日 | 香港劍心   | 劍道教練       |
| 02   | 10月21日 | 天空大國手 | 航空交通控制員 |
| 03   | 10月28日 | 電腦盲     | 電腦程式員     |
| 04   | 11月4日  | 紙差一線   | 紙紮師傅       |
| 05   | 11月11日 | 聲之密碼   | 音樂人         |
| 06   | 11月18日 | 萬家燈火   | 電力緊急維修員 |
| 07   | 12月2日  | 講耶穌     | 傳道人         |
| 08   | 12月31日 | 命運之門   | 塔羅牌占卜師   |
| 09   | 1月7日   | 扯線公仔   | 木偶師傅       |
| 10   | 1月14日  | 萬千寵愛   | 寵物美容師     |
| 11   | 1月21日  | 格鬥王     | 泰拳教練       |
| 12   | 1月28日  | 深淵       | 潛水教練       |
| 13   | 2月4日   | 跑馬仔     | 馬房工作人員   |
| 14   | 2月11日  | 歸園田居   | 農夫           |
| 15   | 2月18日  | 玩轉商場   | 商場佈置設計師 |
| 16   | 2月25日  | 蜘蛛俠     | 搭棚師傅       |

## 結集成書
2006年，亞洲電視將第一輯節目結集成書，由青桐社出版，國際標準書號為 ISBN 962-451954-4 。

## 外部連結
- 亞洲電視節目網頁 - 香港風華（第一輯）
- 亞洲電視節目網頁 - 香港風華（第二輯）
- 亞洲電視節目網頁 - 香港風華之柒拾3行